# Mimoruza
Mimoruza là một chi bướm đêm thuộc họ Noctuidae.